# Cercopithecus diana
El diana o cercopiteco diana (Cercopithecus diana) es una especie de primate catarrino de la familia Cercopithecidae. Es propio del África occidental.

## Distribución
Se encuentra en las selvas de África, desde la costa del sur de Guinea, Sierra Leona y Liberia, hasta el sur de Costa de Marfil y Ghana.

## Comportamiento
Es un animal de hábitos diurnos y sociables que vive en grupos de tamaño muy variable, desde unos pocos individuos hasta varios centenares. Pasa más tiempo en los árboles que las otras especies de su familia y se alimenta principalmente de fruta.